# Acolasis
Acolasis é um gênero de traça pertencente à família Arctiidae.

## Espécies
- Acolasis agnatali
- Acolasis albidentina
- Acolasis anepsia
- Acolasis anitoba
- Acolasis bibitrix
- Acolasis capensis
- Acolasis catoxantha
- Acolasis chalybea
- Acolasis colliquens
- Acolasis columbina
- Acolasis damonia
- Acolasis diffusa
- Acolasis dimidiata
- Acolasis endopolia
- Acolasis fragilis
- Acolasis fucosa
- Acolasis glaucescens
- Acolasis glaucinans
- Acolasis glaucoides
- Acolasis hemiplagia
- Acolasis illustrans
- Acolasis labuligera
- Acolasis leucocyma
- Acolasis lilacina
- Acolasis lobuligera
- Acolasis medalba
- Acolasis medina
- Acolasis meskei
- Acolasis mesozonea
- Acolasis mollis
- Acolasis musa
- Acolasis nubila
- Acolasis oba
- Acolasis ocellata
- Acolasis parilis
- Acolasis phasis
- Acolasis polynoe
- Acolasis saxosa
- Acolasis seraspis
- Acolasis sororia
- Acolasis sublimis
- Acolasis subocellata
- Acolasis subvaria
- Acolasis sulima
- Acolasis suttea
- Acolasis tachypetes
- Acolasis tanais
- Acolasis templada
- Acolasis thetis
- Acolasis umbrata
- Acolasis zenobina